# 山中玲子
山中 玲子（やまなか れいこ、1957年 - ）は、日本の能楽研究者、 野上記念法政大学能楽研究所長・文学部教授。

## 略歴
1957年、東京都に生まれる。1980年に東京大学文学部国文科を卒業し、1986年に同大学院博士課程単位取得満期退学。河合塾での古文の講師を経て、1991年に東京大学留学生センター専任講師、1993年に同助教授。1998年に野上記念法政大学能楽研究所助教授、2001年に教授に就任する。2000年に『能の演出 その形成と変容』で東京大学博士（文学）。
2011年から野上記念法政大学能楽研究所長に就任。従来型の文献研究に加え、コンピュータを用いた舞の3D合成や謡の音響処理分析、漫画やアニメなどを用いた伝統文化教育など、能楽の新たな研究に取り組む。あわせて『英語版能楽事典』の編集を手がける。

## 著書
- 『能の演出　その形成と変容』若草書房、1998年

### 共編著・監修
- 岩波講座『能・狂言』別巻「能楽図説」（共著）岩波書店、1992年
- 『能楽囃子方五十年　亀井忠雄聞き書き』土屋恵一郎と聞き手　岩波書店、2003年
- 『能を面白く見せる工夫 小書演出の歴史と諸相』横道萬里雄,松本雍共著 檜書店 ひのき能楽ライブラリー 2009
- 『世阿弥のことば一〇〇選』監修 檜書店 2013
- 『人生をひもとく日本の古典』全6巻 久保田淳,佐伯真一,鈴木健一,高田祐彦,鉄野昌弘共編著 岩波書店 2013

## 論文
- Cinii

## 注
1. 1 2 3 4 5 6 7 8  “能楽研究所を国際・学術的研究拠点として『英語版能楽事典』刊行へ”. 法政大学. 2021年8月16日閲覧。